# مرجمک (کلبجر)
مرجمک (ترکی آذربایجانی: Mərcimək) یک منطقهٔ مسکونی در جمهوری آرتساخ است که در استان شاهومیان واقع شده‌است.